# Семенки (зупинний пункт)
Семенки́ — пасажирський залізничний зупинний пункт Жмеринської дирекції залізничних перевезень Південно-Західної залізниці.
Розташований біля села Нижча Кропивна Немирівського району Вінницької області на одноколійній неелектрифікованій лінії Вінниця — Гайсин між станціями Самчинці (6 км) та Ситківці (10 км).
Має велику популярність завдяки тому, що обслуговує не менше 9 сіл.
Найближчі населені пункти:
- на тому ж березі Бугу
  - Нижча Кропивна (біля станції)
  - Косанове (4 км)
  - Трубочка (5 км)
  - Щурівці (4 км)
  - Кузьминці (5 км)
- через річку:
  - Семенки (через річку від станції)
  - Зяньківці (3 км за мостом)
  - Салинці (3 км за мостом)
  - Анциполівка (4 км за мостом)

## Сполучення
Через станцію з 13.12.2015 р. відновлено рух приміських поїздів.
З 05.10.2021 р. приміський поїзд "Гайворон-Вінниця" курсує у складі плацкартних вагонів щоденно. Пенсіонери мають право безкоштовного проїзду.
Введено причіпні вагони до Києва по днях тижня (купе і плацкарт). У київські вагони квитки беруться заздалегідь, на відміну від решти вагонів поїзда.
Відправлення зі з.п. Семенки на Вінницю о 4.20, назад з Вінниці 18.46.